# Android KitKat
Android KitKat 又名Android 4.4 是Google繼Android Jelly Bean之後開發的Android行動作業系統，於2013年10月正式發佈。原始開發代號為Key Lime Pie（酸檸派），而正式代號為KitKat（奇巧）。

## 外部連結
- 官方网站（英文）

| 前任： Android Jelly Bean | Android KitKat 2013 | 繼任： Android Lollipop |